# 狄更斯 (愛荷華州)
狄更斯（英語：Dickens）是一個位於美國愛荷華州克萊縣的城市。

## 地理
狄更斯的座標為43°07′51″N 95°01′14″W / 43.13083°N 95.02056°W，而該地的平均海拔高度為407米（即1335英尺）。

## 人口
根據2010年美國人口普查的數據，狄更斯的面積為2.18平方千米，當中陸地面積為2.18平方千米，而水域面積為0.00平方千米。當地共有人口185人，而人口密度為每平方千米84人。